# Museo de Carruajes (Sevilla)
El Museo de Carruajes de Sevilla (Andalucía, España) se encontraba situado en el antiguo convento de los Remedios, en el barrio del mismo nombre. Fue inaugurado en 1999 y cerró en 2020.

## Historia
El Real Club de Enganches de Andalucía fue fundado en 1984. Este museo fue realizado por el Real Club de Enganches de Andalucía en el interior del antiguo convento de los Remedios, desamortizado en 1835. El museo costó 82 millones de pesetas, de los cuales 8 fueron puestos por la Junta de Andalucía. Fue inaugurado en 1999.
Uno de sus carruajes era una carroza, datada del siglo XVIII, donada por los infantes Carlos de Borbón y Luisa de Orleans a la Hermandad Sacramental del Sagrario en 1943. Antes de 1999 estuvo expuesta en el Real Alcázar de Sevilla.
Había, aproximadamente, 25 carruajes.